# SD-WAN
Software-Defined Wide Area Network（ソフトウェア定義広域ネットワーク、以下SD-WAN）は、インターネットを介し、組織内部にデータが向かうときに暗号化されるオーバーレイトンネルを使用して通信するなど、ソフトウェア定義ネットワーク技術を使用する広域ネットワークである。
標準のトンネル設定と構成メッセージが全てのネットワークハードウェア・ベンダーによってサポートされている場合、SD-WANは、ネットワークハードウェアを制御メカニズムから切り離すことで、WANの管理と操作を簡素化する。この概念は、ソフトウェア定義ネットワークがデータセンターの管理と運用を改善する仮想化技術を実装する方法と似ている。実際には、独自プロトコルを使用しSD-WANを設定および管理する。つまり、ハードウェアと制御メカニズムの分離はできない。
SD-WANの要となるアプリケーションは、企業が低コストで市販のインターネットアクセスを使用して高性能WAN構築を可能にし、企業がMPLSなどのより高価なプライベートWAN接続技術を部分的または完全に置き換えることを可能にする。
SD-WANトラフィックがインターネットを介す場合、エンド・ツー・エンドのパフォーマンス保証はない。キャリアMPLS VPN WANサービスは、インターネット・トラフィックとしてではなく、慎重に制御されたキャリア・キャパシティを介して運ばれ、エンド・ツー・エンドのパフォーマンス保証がある。

## 歴史
WANは、一般的なネットワーク技術の開発にとって非常に重要であり、長い間、軍事と企業向けアプリケーション両方のネットワークで最重要アプリケーションの1つであった。長距離でデータを通信する能力は、距離の制限を克服し、相手側とメッセージを交換するために必要な時間を短縮することを可能にしたため、データ通信技術開発推進の主要因の1つであった。
レガシーWAN技術は、2つ以上のエンドポイントを接続する回路を介した通信を可能にした。過去の技術では、通常2つの固定場所間の低速回路を経るポイント・ツー・ポイント通信をサポートしていた。技術が進化するにつれて、WAN回路はより速く、より柔軟になった。回路やパケットスイッチング（X.25、ATM以降のインターネットプロトコルまたはマルチプロトコルラベルスイッチング通信の形式）などの革新により、通信がよりダイナミックになり、成長し続けるネットワークをサポートできるようになった。
厳格な管理、セキュリティ、サービス品質の必要性は、多国籍企業がWANのリースと運用において非常に保守的であることを示した。国の規制は、各国でローカルサービスを提供できる企業を制限し、真にグローバルなネットワークを確立するために複雑な取り決めが必要であった。すべては、世界中のエンティティが互いに接続することを可能にしたインターネットの成長とともに変化していった。しかし、最初の数年間は、インターネットの制御されていない性質は、民間企業が利用するには適切でも安全でもないと考えられていた。
安全上の懸念に関わりなく、インターネットへの接続は、すべての支店に必然となった。最初は、安全上の懸念から、WANを介してプライベート通信が行われ、他のエンティティ（顧客やパートナーを含む）との通信がインターネットに移行した。
インターネットのリーチと成熟が高まるにつれ、民間企業はコミュニケーションに活用する方法を評価し始めた。2000年代初頭、WANを経過したアプリケーション配信は、研究と商業革新で重要なトピックとなった。次の10年間で、コンピューティングパワーの増加により、トラフィックを分析し、リアルタイムで情報に基づいた意思決定を行うことができるソフトウェアベースのアプライアンス作成が可能となり、レガシーWANのすべての機能をわずかなコストで複製できる、インターネットを介した大規模オーバーレイネットワークを作成することが可能となった。
SD-WANは、接続ポイント間でネットワーク帯域幅を動的に共有する機能を備えた本格的なプライベートネットワークを作成するために、複数の技術を組み合わせている。さらなる機能強化には、中央コントローラー、ゼロタッチプロビジョニング、統合分析、オンデマンド回線プロビジョニングが含まれ、クラウドに拠点を置く一部のネットワーク・インテリジェンスにより、一元化されたポリシーベース管理とセキュリティが可能となる。
ネットメディアは、2014年頃、この新しいネットワーク技術のトレンドを説明するためにSD-WANという用語を使用し始めた。COVID-19パンデミック中のロックダウンと在宅勤務増加により、リモートワークに急速に移行したため、SD-WANはリモートワーカーをつなぐ方法として人気が高まった。

## 概要
WANを使用すると、企業は長距離間でコンピュータ・ネットワークを拡張し、遠距離の拠点オフィスを、データセンターへの接続や拠点同士を相互に接続し、ビジネス機能を実行するために必要なアプリケーションやサービスを提供できる。長距離での伝播時間による物理的な制約、およびグローバルな地域（しばしば国境を越える）をカバーするために複数のサービスプロバイダを統合する必要性により、WANは、ネットワークの輻輳、パケット遅延変動、パケット損失、そしてサービス停止など、重要な運用上の課題に直面している。
VoIP通話、ビデオ会議、ストリーミングメディア、仮想化アプリケーションやデスクトップ仮想化などの最新アプリケーションは、低レイテンシを必要とする。特にHDビデオを特徴とするアプリケーションでは、帯域幅の要件も増加している。WAN機能を拡張することは、高価でハードルが高く、ネットワーク管理とトラブルシューティングが困難なことがある。
SD-WAN製品は、これらのネットワークの問題に対処するように設計されている。従来の拠点向けルータを、アプリケーションレベルのポリシーを制御とネットワークオーバーレイを提供できる仮想化アプライアンスに強化したり置き換えたりすることで、より安価なコンシューマーグレードのインターネットリンクは、専用回路のように機能する。これにより、拠点担当者の設定プロセスが簡素化される。
SD-WAN製品には、物理的なアプライアンスとソフトウェアベースのみのものがある。

### コンポーネント
MEFフォーラムは、SD-WANエッジ、SD-WANゲートウェイ、SD-WANコントローラ、SD-WANオーケストレータで構成されるSD-WANアーキテクチャを定義した。

#### SD-WANエッジ
SD-WANエッジは、組織の支店/地域/セントラルオフィスサイト、データセンター、およびパブリックやプライベートクラウドプラットフォームに配置される、物理ネットワークや仮想ネットワーク機能である。MEFフォーラムは、最初のSD-WANサービス規格であるMEF 70を公開し、SD-WANサービスの基本的な特徴とサービス要件と属性を定義している。

#### SD-WANゲートウェイ
SD-WANゲートウェイは、クラウドベースのサービスやユーザ間の距離を、短縮し、サービスの中断を減らすために、SD-WANサービスへのアクセスを提供する。ゲートウェイの分散ネットワークは、ベンダーまたはセットアップによってSD-WANサービスに含まれ、サービスを使用する組織により維持される場合がある。ゲートウェイを本社の外にあるクラウドに置くことで、本社のトラフィックも削減する。

#### SD-WANオーケストレータ
SD-WANオーケストレータは、SD-WANを操作する際の構成、プロビジョニング、その他の機能を可能にする、クラウドホスト型またはオンプレミスのWeb管理ツールである。組織のビジネスポリシーを一元的に実装することで、アプリケーションのトラフィック管理を簡素化する。

#### SD-WANコントローラ
オーケストレータやSD-WANゲートウェイに配置できるSD-WANコントローラ機能は、アプリケーションフローの転送決定を行うために利用される。アプリケーションフローは、ユーザアプリケーションまたは関連付けられているアプリケーションのグループ化を決定するために分類されたIPパケットである。会議アプリケーションなどの共通型に基づくものは、MEF 70ではアプリケーションフローグループという。MEF 70に従って、SD-WAN EdgeはSD-WAN UNI（SD-WANユーザーネットワークインターフェイス）で着信IPパケットを分類する OSIレイヤ2からレイヤ7の分類を介して、IPパケットが属するアプリケーションフローを決定し、ポリシーを適用してアプリケーションフローをブロックするか、リモートSD-WANエッジ上の宛先SD-WAN UNIへのルートの可用性に基づいてアプリケーションフローを転送可能とする。これは、アプリケーションのパフォーマンスがサービスレベル契約（SLA）を満たしているか確認するために役立つ。

## 必要とされる特性
ガートナーの調査部門は、SD-WANを必須の4特性を持つと定義した。
- MPLS、ラストマイル光ファイバーネットワーク、または高速セルラーネットワークなど、複数の接続タイプをサポートする機能。4G LTEおよび5Gワイヤレス技術
- 負荷共有と回復力の目的で、動的パス選択を行う機能
- 設定と管理が簡単なシンプルなインターフェース
- VPN、およびWAN最適化コントローラ、ファイアウォール、Webゲートウェイなどのサードパーティサービスをサポートする機能

## 特徴的機能
SD-WANの特徴には、柔軟な展開オプションを備えたレジリエンス、サービス品質（QoS）、セキュリティ、パフォーマンス、管理とトラブルシューティングの簡素化、オンライントラフィックエンジニアリングが含まれる。

### レジリエンス
回復力のあるSD-WANは、ネットワークのダウンタイムを短縮する。回復力があるためには、この技術は停止のリアルタイム検出と作業リンクへの自動切り替え（フェイルオーバー）を備えている必要がある。

### QoS
SD-WAN技術は、アプリケーションレベルの認識を持つことでquality of serviceをサポートし、最も重要なアプリケーションに帯域幅を優先する。これには、動的パス選択、より高速なリンクでアプリケーションを送信すること、または、より高速に配信してパフォーマンスを向上させるためにアプリケーションを2つのパスに分割することも含まれる。

### セキュリティ
SD-WANは通常、通信のセキュリティ保護に、WANで定番のIPsecを用いる。

### アプリケーションの最適化
SD-WANは、キャッシュを利用しアプリケーションの配信を改善、アクセス履歴情報をメモリに保存して、次回以降のアクセスを高速化できる。

### 自己治癒するネットワーク
SD-WANには、トラブルシューティングとネットワークの問題の修正といったIT運用のための人工知能（AIOps）を組み込むことができる。

### 展開オプション
大半のSD-WAN製品は、データセンター、支社オフィスなどの遠隔地ネットワークエッジに配置された、事前設定済みアプライアンスとして利用できる。既存のネットワークハードウェアで動作できる仮想アプライアンスもある。または、Amazon Web Services（AWS）、Unified Communications as a Service（UCaaS）、Software as a Service（SaaS）などの環境で、クラウド上の仮想アプライアンスとして展開することもできる。これにより、企業は自社サーバからSalesforce.comやGoogleアプリなど、クラウドベースのサービスにアプリケーションを移行する折、SD-WANサービスの恩恵を受けることができる。

### 管理とトラブルシューティング
一般的ネットワーク機器と同じく、GUIがコマンドラインインターフェイス（CLI）での構成や制御方法より好まれる場合がある。他に役に立つ管理機能として、自動パス選択、構成の変更をプッシュし各エンドアプライアンスを一元的に構成する機能、さらに仮想を含む全てのアプライアンスを、基盤ハードウェアではなくアプリケーションのニーズごとに基づき、一元的に構成しうるソフトウェア定義ネットワーキングアプローチなどがある。

### オンライン・トラフィック・エンジアリング
ネットワークステータスのグローバルビューでは、管理するSD-WANのコントローラは、リソースの使用状況（リンク）に応じ、新しい転送要求を割り当てることで、慎重で適応性のあるトラフィックエンジニアリングを実行できる。たとえば、コントローラで送信レートの中央計算を実行し、そのレートに従って送信側（エンドポイント）でレート制限を行うと実現できる。

## セキュア・アクセス・サービス・エッジ（SASE）
SD-WANは、データセンターやクラウド・インフラ・ストラクチャやSaaSサービスにより提供される、分散アプリケーションに分散作業環境（支社オフィス、本社、ホームオフィス、リモート）をより効率的で安全に接続するためのネットワークとセキュリティ機能を組み込んだセキュア・アクセス・サービス・エッジソリューション（SASE）のコアコンポーネントである。SASEを使用すると、SD-WANは、クラウド・アクセス・セキュリティブ・ローカー（CASB）、セキュアWebゲートウェイ、データ損失防止（DLP）、ゼロトラスト・ネットワーク・アクセス（ZTNA）、ファイアウォール、およびユーザとアプリケーションを接続して保護するその他の機能など、他のネットワークおよびセキュリティ技術と組み合わされたものとなる。2021年12月、ガートナーの調査部門は、2025年までにSD-WAN購入の50%が単一のベンダーSASEの提供の一部になると推定した。

## 補完技術

### SD-WANとWAN最適化
SD-WANとWAN最適化にはいくつか類似点がある。両者の呼び名は、WAN全体のデータ転送効率化のために利用する技術のコレクションに付けられていると言える。それぞれの目標は、支店オフィスとデータセンター間のアプリケーション配信を加速することだが、SD-WANテクノロジーは、特に低コストのネットワークリンクが、より高価なリース回線の代替として、実行できるようにすることで、コスト削減と効率性に重点を置いている。一方、WAN最適化はパケット配信の改善に重点が置かれている。WAN最適化トラフィック制御でサポートしている仮想化技術によるSD-WANで、ネットワーク帯域幅は必要に応じて動的に増加・減少させられる。SD-WANテクノロジーとWAN最適化は、個別にも一緒にも使用できるため、一部のSD-WANベンダー製品にはWAN最適化機能も追加されている。

### WANエッジルータ
WANエッジルータは、異なる場所のWAN間でデータパケットをルーティングし、企業にキャリアネットワークへのアクセスを提供するデバイスである。境界ルータとも呼ばれ、単一のネットワーク内でのみパケットを送信するコアルータとは異なる。SD-WANは、ルーティングプロトコルへの依存度を下げることで、既存のWANエッジルータの管理を簡素化しオーバーレイとしても機能する。SD-WANは、WANエッジルータ代替品にもなり得る。

### SD-WANとハイブリッドWAN
SD-WANはハイブリッドWANと似ているので、用語が相互に使用されるが、同じものという訳ではない。ハイブリッドWANは、多様な接続タイプで構成され、ソフトウェア定義ネットワーク（SDN）コンポーネントを持てるが、それが必要という訳ではない。

### SD-WANとMPLS
クラウドベースのSD-WANは、クラウド・インフラストラクチャを利用することで必然的に備わる、強化されたセキュリティ、シームレスなクラウド、モバイルユーザのサポートなど高度な機能を提供する。その結果、クラウドベースのSD-WANはMPLSを置き換え、組織はWAN投資に結びついたリソースをリリースし、新しい機能を作成することが可能となる。
MPLSとSD-WANを比較する3つの典型的な理由について、議論の概要: 具体的には、ITチームが契約責任のためMPLSを維持する必要があり、企業がMPLSからインターネットベースのSD-WANに移行する場合がある。

## テストと検証
SD-WANコントローラには標準アルゴリズムがないため、デバイスメーカはそれぞれデータの送信に独自アルゴリズムを使用している。これらのアルゴリズムは、トラフィックごとにどのリンクに誘導し、あるリンクから別のリンクにトラフィックを切り替えるタイミングを決定する。ソフトウェアとハードウェアの両方のSD-WAN制御ソリューションに関連し利用可能な幅広いオプションを考えると、展開前にラボでのセッティングで実際の機器や状態を使ってテストおよび検証することが不可欠である。
パフォーマンスを確実に検証する目的でテストするネットワークに、特定のネットワーク障害を再現する専用ネットワーク・エミュレーション・アプライアンスから、ソフトウェアベースのソリューションまで、テスト目的で利用可能な複数のソリューションがある。

## 市場
ITウェブサイト Network World は、SD-WANベンダー市場を3つのグループに分けている。1つ目はラインナップに加えSD-WAN製品が確立したネットワーキングベンダー、2つ目はSD-WAN機能を製品に統合し始めているWANスペシャリスト、そして3つ目がSD-WAN市場にフォーカースしているスタートアップである。世界のSD-WAN市場は2021年に32億5000万ドルで、市場は2022年に30%成長すると予想されている。SD-WAN market Report Datavagyanikによれば、北米は市場の77%以上を占めた。
あるいは、Nemertes Researchによる市場概要では、SD-WANベンダーを元の技術空間に基づきカテゴリに分類し、「ピュアプレイSD-WANプロバイダ」、「WAN最適化ベンダー」、「リンク集約ベンダー」、および「一般的なネットワークベンダー」の3つである。Network Worldの2番目のカテゴリ（特にSD-WAN市場にフォーカスしたスタートアップ）は、Nemertesの「ピュアプレイSD-WANプロバイダ」カテゴリと基本的に同じであるが、Nemertesは既存のWANと全体的なネットワークプロバイダのより詳細なビューを提供する。
さらに、Nemertes Researchは、SD-WAN市場のインターネット側についても説明し、SD-WAN市場に参入する接続プロバイダのgo-to-market戦略についても説明している。これらのプロバイダには、「サービスとしてのネットワークベンダー」、「キャリアまたは通信事業者」、「コンテンツ配信ネットワーク」、「セキュアWANプロバイダー」が含まれている。

### オープンソース実装
MEF 70は、SD-WANサービス属性を標準化し、標準のIPv4とIPv6ルーティングプロトコルを使用する。SD-WANサービスは、標準のIPsec暗号化プロトコルも使用する。MEF 70でカバーされない他のSD-WAN機能や関連するセキュリティ機能の追加標準化は、MEFフォーラムで開発中である。いくつかのオープンソースのSD-WANソリューションとオープンソースのSD-WAN実装が利用できる。例えば、Linux Foundationには、SD-WAN市場と交差し、支援する3つのプロジェクト、ONAP、OpenDaylight Project、Tungsten Fabric（旧Juniper NetworksのOpenContrail）がある。